# Hendecasis apiciferalis
Hendecasis apiciferalis är en fjärilsart som beskrevs av Walker 1865. Hendecasis apiciferalis ingår i släktet Hendecasis och familjen Crambidae. Inga underarter finns listade i Catalogue of Life.